# LaPorte County
LaPorte County ist ein County im Bundesstaat Indiana der Vereinigten Staaten. Der Verwaltungssitz (County Seat) ist LaPorte.

## Geographie
Das County liegt im Norden von Indiana, grenzt an Michigan, im Nordwesten an den Michigansee und hat eine Fläche von 1588 Quadratkilometern, wovon 38 Quadratkilometer Wasserfläche sind. Es grenzt im Uhrzeigersinn an folgende Countys: Berrien County (Michigan), St. Joseph County, Starke County, Jasper County und Porter County.
Das County wird vom Office of Management and Budget zu statistischen Zwecken als Michigan City–La Porte, IN Metropolitan Statistical Area geführt.

## Geschichte
LaPorte County wurde am 9. Januar 1832 aus Teilen des St. Joseph County gebildet. Der Name des Countys, französisch für „Tür“ oder „Portal“, spielt auf eine natürliche Lichtung an, die zwei Prärien miteinander verbindet.

## Demografische Daten
Nach der Volkszählung im Jahr 2000 lebten im LaPorte County 110.106 Menschen in 41.050 Haushalten und 28.611 Familien. Die Bevölkerungsdichte betrug 71 Einwohner pro Quadratkilometer. Ethnisch betrachtet setzte sich die Bevölkerung zusammen aus 86,26 Prozent Weißen, 10,13 Prozent Afroamerikanern, 0,31 Prozent amerikanischen Ureinwohnern, 0,45 Prozent Asiaten, 0,02 Prozent Bewohnern aus dem pazifischen Inselraum und 1,31 Prozent aus anderen ethnischen Gruppen; 1,52 Prozent stammten von zwei oder mehr Ethnien ab. 3,09 Prozent der Bevölkerung waren spanischer oder lateinamerikanischer Abstammung.
Von den 41.050 Haushalten hatten 31,8 Prozent Kinder unter 18 Jahre, die mit ihnen im Haushalt lebten. 53,8 Prozent waren verheiratete, zusammenlebende Paare, 11,7 Prozent waren allein erziehende Mütter und 30,3 Prozent waren keine Familien. 25,2 Prozent waren Singlehaushalte und in 10,5 Prozent lebten Menschen mit 65 Jahren oder darüber. Die Durchschnittshaushaltsgröße betrug 2,52 und die durchschnittliche Familiengröße lag bei 3,02 Personen.
24,5 Prozent der Bevölkerung waren unter 18 Jahre alt, 8,6 Prozent zwischen 18 und 24, 29,7 Prozent zwischen 25 und 44 Jahre. 23,6 Prozent zwischen 45 und 64 und 13,5 Prozent waren 65 Jahre alt oder älter. Das Durchschnittsalter betrug 37 Jahre. Auf 100 weibliche Personen kamen 105,5 männliche Personen. Auf 100 Frauen im Alter von 18 Jahren und darüber kamen 105,3 Männer.
Das jährliche Durchschnittseinkommen eines Haushalts betrug 41.430 USD, das Durchschnittseinkommen der Familien 49.872 USD. Männer hatten ein Durchschnittseinkommen von 36.686 USD, Frauen 23.955 USD. Das Prokopfeinkommen betrug 18.913 USD. 8,7 Prozent der Einwohner und 6,3 Prozent der Familien leben unterhalb der Armutsgrenze.

## Orte im County
- Alida
- Ambler
- Andry
- Beattys Corner
- Birchim
- Byron
- Crumstown
- Davis
- Door Village
- Duneland Beach
- Durham
- Fish Lake
- Hanna
- Hesston
- Hicks
- Hillside
- Holmesville
- Hudson Lake
- Kankakee
- Kingsbury
- Kingsford Heights
- La Crosse
- Lake Park
- LaPorte
- Long Beach
- Magee
- Michiana Shores
- Michigan City
- Monroe Manor
- Oakwood
- Orchard Highlands
- Otis
- Pinhook
- Pinola
- Plainfield
- Pottawattamie Park
- Riverside
- Rolling Prairie
- Salem Heights
- Smith
- South Center
- South Wanatah
- Springfield
- Springville
- Stillwell
- Summit
- Tee Lake
- Thomaston
- Tracy
- Trail Creek
- Union Center
- Union Mills
- Wanatah
- Waterford
- Wellsboro
- Westville
- Wilders

Townships
- Cass Township
- Center Township
- Clinton Township
- Coolspring Township
- Dewey Township
- Galena Township
- Hanna Township
- Hudson Township
- Johnson Township
- Kankakee Township
- Lincoln Township
- Michigan Township
- New Durham Township
- Noble Township
- Pleasant Township
- Prairie Township
- Scipio Township
- Springfield Township
- Union Township
- Washington Township
- Wills Township